# Belpberg
Belpberg (toponimo tedesco) è una frazione di 423 abitanti del comune svizzero di Belp, nel Canton Berna (regione di Berna-Altipiano svizzero, circondario di Berna-Altipiano svizzero).

## Storia

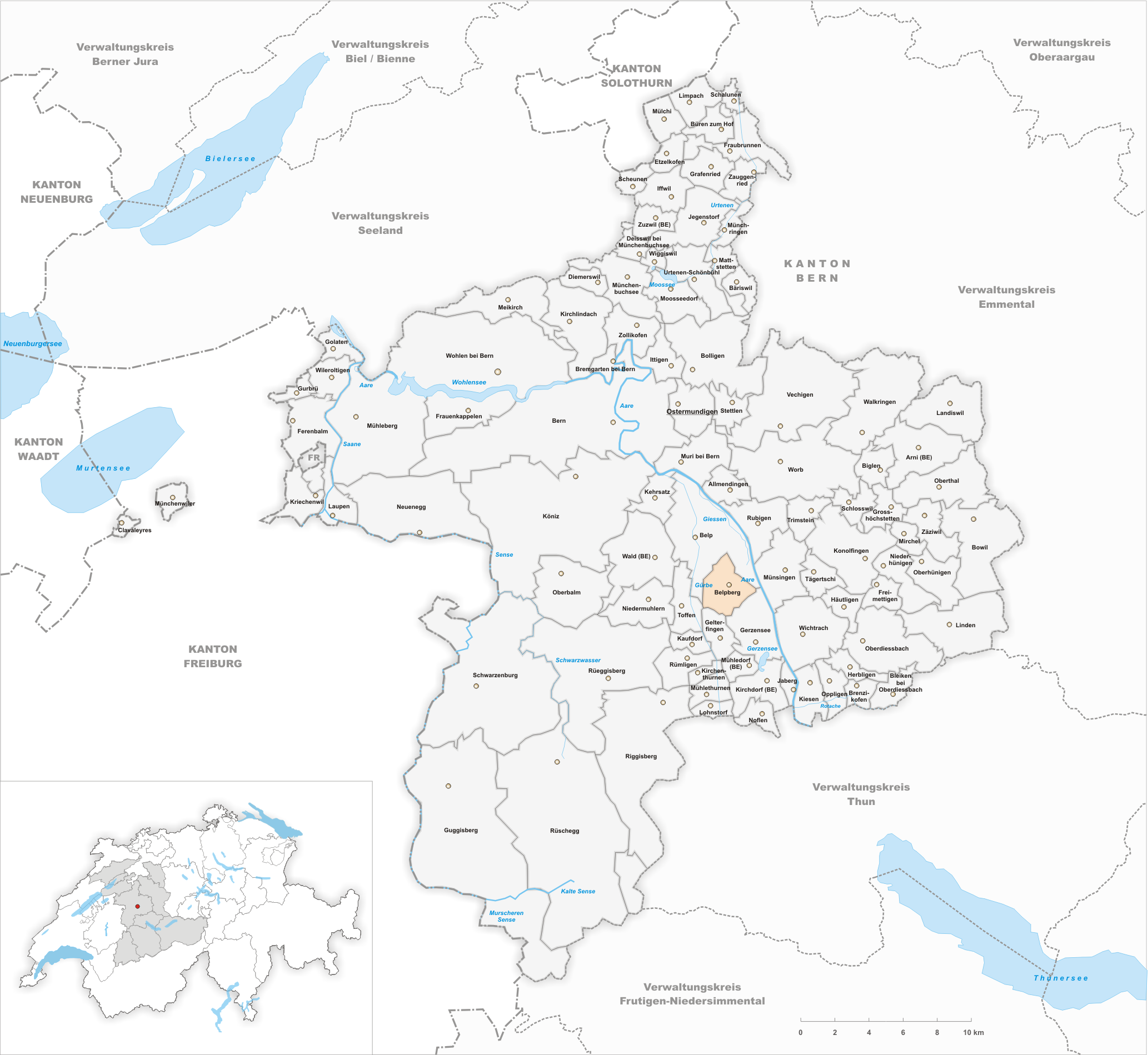
Il territorio del comune di Belpberg prima degli accorpamenti comunali del 2012

Già comune autonomo che si estendeva per 5,7 km² e che comprendeva anche le frazioni di Heitern (parzialmente), Hofstetten, Linden (sede comunale) e Oberhäusern, il 1º gennaio 2012 è stato accorpato al comune di Belp.

## Società

### Evoluzione demografica
L'evoluzione demografica è riportata nella seguente tabella:
Abitanti censiti

## Amministrazione
Ogni famiglia originaria del luogo fa parte del cosiddetto comune patriziale e ha la responsabilità della manutenzione di ogni bene ricadente all'interno dei confini del comune.